# Born to Perish
Born to Perish — четырнадцатый студийный альбом немецкой трэш-метал-группы Destruction, выпущенный 8 августа 2019 года на лейбле Nuclear Blast. Этот альбом впервые для группы с 1999 года записан в составе четырёх человек, а не трёх.

## Об альбоме
В мае 2019 года, когда была раскрыта обложка альбома, Шмир рассказал французскому телеканалу Duke TV о работе над грядущим альбомом Destruction: «Это процесс, который занял у нас три месяца — сочинение, запись и сведение. Новое влияние парней чувствуется, потому что в альбоме больше шред-соло. Рэнди — очень солидный, очень плотный игрок — и очень грувовый. Вы можете это услышать. На этот раз мы старались сделать песни, которые быстрее попадают в цель — песни сразу попадают в вас. Это брутально, но очень цепляет. Так что когда вы слышите песни в первый раз, сразу их запоминаете. Никто не пишет так альбом каждый раз. Иногда ты пишешь песни, а через какое-то время ты такой: „Может быть, это слишком сложно“, потому что ты хочешь будь артистом, ты хочешь выразить себя. Я думаю, что на этот раз нам удалось написать очень напористый альбом».

## Отзывы критиков
Веб-сайт Blabbermouth поставил альбому 7 баллов из 10 и подытожил: «Как мы все и подозревали, Destruction не собирались заново изобретать трэш-метал-колесо. С Born To Perish они просто едут на этом колесе прямо в ад, и это восхитительно».

## Список композиций
| №                   | Название                     | Длительность |
| ------------------- | ---------------------------- | ------------ |
| 1.                  | «Born To Perish»             | 5:20         |
| 2.                  | «Inspired By Death»          | 4:16         |
| 3.                  | «Betrayal»                   | 4:05         |
| 4.                  | «Rotten»                     | 4:49         |
| 5.                  | «Filthy Wealth»              | 4:01         |
| 6.                  | «Butchered For Life»         | 6:43         |
| 7.                  | «Tyrants Of The Netherworld» | 3:41         |
| 8.                  | «We Breed Evil»              | 5:16         |
| 9.                  | «Fatal Flight 17»            | 4:27         |
| 10.                 | «Ratcatcher»                 | 4:02         |
| Общая длительность: | Общая длительность:          | 46:40        |

| №                   | Название                                  | Длительность |
| ------------------- | ----------------------------------------- | ------------ |
| 11.                 | «Hellbound» (кавер на Tygers of Pan Tang) | 3:38         |
| Общая длительность: | Общая длительность:                       | 50:18        |

| №                   | Название                          | Длительность |
| ------------------- | --------------------------------- | ------------ |
| 11.                 | «Fire Down Under» (кавер на Riot) | 2:49         |
| Общая длительность: | Общая длительность:               | 49:29        |

## Участники записи
Destruction
- Марсель «Schmier» Ширмер — бас-гитара, вокал
- Майк Зифрингер — гитара
- Рэнди Блэк — ударные
- Дамир Эскич — соло-гитара

Приглашённые музыканты
- V.O. Pulver — второе гитарное соло в песне «Fatal Flight 17»

Производственный персонал
- V.O. Pulver — продюсер
- Гьюла Хаванчак — обложка